# Never Let Me Down
Never let me down är ett musikalbum inspelat av David Bowie i Mountain Studios, Montreux, Schweiz. Albumet släpptes i England 27 april 1987 som CD-skiva och på vinyl. Låtarna är desamma på CD som på vinyl. Dock är låtarnas längd olika. 1995 återutgavs albumet av Virgin Records med tre bonusspår. 1999 gavs det åter ut av EMI.

## Låtlista
Låtar där inget annat anges är skrivna av David Bowie.
1. "Day-In Day-Out" - 4.38
2. "Time Will Crawl" - 4.18
3. "Beat of Your Drum" - 4.32
4. "Never Let Me Down" (David Bowie, Carlos Alomar) - 4.03
5. "Zeroes" - 5.46
6. "Glass Spider" - 4.56
7. "Shining Star (Makin' My Love)" - 4.05
8. "New York's in Love" - 3.55
9. "'87 and Cry" - 3.53
10. "Too Dizzy" (David Bowie, Erdal Kizilkay) - 3.58 (Borttagen från Virgin och EMI utgåvorna)
11. "Bang Bang" (Iggy Pop, Ivan Kral) - 4.02

Bonusspår på Virgin återutgivning:

12. "Girls"

13. "Julie"

14. "When The Wind Blows"

## Singlar släppta i samband med detta album
- Time will crawl
- Day in day out
- Never let me down
- Never let me down(picture disc)

## Producerades av
David Bowie & David Richards

## Medverkande
- David Bowie - Sång, gitarr, keyboards, munspel, tamburin, Kör
- Carlos Alomar - Gitarr, synthesizer, tamburin, Kör
- Erdal Kizilkay - Keyboards, trummor, bas, trumpet, Kör, gitarr, violin
- Peter Frampton - Gitarr
- Carmine Rojas - Bas
- Philipe Saisse - Piano, keyboards
- Crusher Bennett - Trummor
- Laurie Frink - Trumpet
- Earl Gardner - Trumpet
- Robin Clarke - Kör
- Loni Groves - Kör
- Gordon Grodie - Kör
- Sid McGinnis - Gitarr
- Mickey Rourke - Midsong rap